# Література плюс
«Література плюс» — газета Асоціації українських письменників (АУП).

## Історія
Виходила 1998—2001 у Києві українською мовою раз на два місяці накладом 1000 прим. за фінансової підтримки Міжнародного фонду «Відродження»; усього — 38 номерів. Газета презентувала постмодерну українську літературуру, здійснювала глибокий аналіз ліературно-мистецького, культурологічного і громадсько-політичного життя, знайомила з літературними новинками. За невелику історію свого існування зайняла належне місце в літературному просторі України, була майданчиком для проведення літературних дискусій, стала часописом для інтелектуалів.

## Досягнення письменників
У рубриках «Поезія», «Проза», «Критика», «Культурологія», «Переклад» засвідчила великі досягнення у висвітленні літературного процесу. На сторінках часопису опубліковано прозові твори Світлани Пиркало, Андрія Кокотюхи та інші поезії Юрія Андруховича, Віктора Неборака, Сергія Жадана, Романа Скиби, есеї Ігоря Бондаря-Терещенка, Анатолія Дністрового, О. Гнатюк, Наталі Сняданко, твори Жиль Дельза (переклад з англійської), Рози Ауслендер (з німецької), М. Вовжинського (з польської) та інші. Інтелектуальну розмову про літературуру презентували статті Дем'яна Наливайка, Тамари Гундорової, Миколи Сулими, Віри Агеєвої, О. Пасічного, О. Бугаєвського та інші. «Література плюс» стала знаковим явищем української літературно-критичного дискурсу. Редколегія: Андрій Бондар (1998—2000 — головний редактор), Василь Врублевський, Василь Герасим'юк, С. Матвієнко (2000—2001– головний редактор), Василь Махно, Володиир Моренець, Соломія Павличко, Ігор Римарук, Василь Скуратівський.

## Послання
- http://esu.com.ua/search_articles.php?id=55761